# Autóút M0
Autóút M0 (ungarisch für ,Schnellstraße M0‘) ist eine Schnellstraße in Ungarn und Autobahnring von Budapest. Sie verbindet im Westen von Budapest die Autobahnen M1 (aus Richtung Wien) und die M7 (Richtung Balaton) mit der M5 (Richtung Süden). Der M6-Anschluss (Richtung Dunaújváros) wurde im September 2008 fertiggestellt. Der weitere Ausbau der M0 in Richtung Osten mit Anschluss an die M3 Richtung Debrecen und Miskolc, M2 Richtung Vác, und Landstraße 11 Richtung Szentendre durch die neue Megyeri-Brücke wurde im September 2008 realisiert. Dadurch wurde insbesondere die Anbindung von Ostungarn an den Budapester Flughafen deutlich verbessert.

Langfristiges Ziel ist ein Autobahnring, der Budapest komplett umschließt. Die geplante Endlänge beträgt 103 bis 105 Kilometer, davon sind derzeit 78 Kilometer in Betrieb.

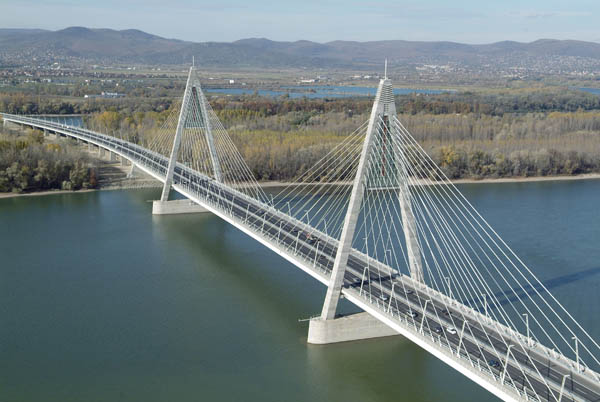
Megyeri-Brücke

Die M0 ist in weiten Teilen (z. B. im Osten von Budapest) als Schnellstraße deklariert. Daher gilt dort eine Geschwindigkeitsbegrenzung von 110 km/h anstatt der sonst auf Autobahnen in Ungarn üblichen 130 km/h.
Mit 65.280 Fahrzeugen pro Tag hat die M0 das zweithöchste Verkehrsaufkommen in Ungarn – nach der M3 mit 68.997 Kfz/Tag. Die M0 ist somit eine der wichtigsten Fernverkehrsstraßen in Ungarn.

## Abschnitte (Sektoren)
Die M0 kann in 4 Hauptsektoren unterteilt werden:
- Südsektor: zwischen der Autobahn M1 und der Autobahn M5

- Ostsektor: zwischen den Autobahnen M5 und M3

- Nordsektor: zwischen der Autobahn M3 und der Autobahn M10

- Westsektor: zwischen der Autobahn M10 und der Autobahn M1

Die Kilometerzahl geht von der M1 aus und verläuft gegen den Uhrzeigersinn.

## Geschichte
Die Idee einer Autobahn um die Hauptstadt kam schon im Jahr 1942 auf, die Realisierung musste jedoch mehrere Jahrzehnte warten. In den 1960er-Jahren hatte man geplant die Radialautobahnen auf einer in Hochlage geführten Autobahn (nach Idee der Pariser Périphérique) im Stadtgebiet von Budapest zu vereinen. Im Jahr 1974 wurde der Ungarische Nationale Autobahn Entwicklungsplan (OMFB) abgeschlossen. In diesem Zusammenhang wurden detaillierte Planungsstudien für die Errichtung einer Autobahnumgehung um die Hauptstadt vorgeschlagen. Dieser Ring sollte die Aufgabe von Sammeln und Verteilen vom Verkehr an der Grenze der bebauten Gebiete erfüllen. Zu dieser Zeit entstanden die Planungen der bisherigen Abschnitte, nämlich der nördliche, der südliche, der östliche und der westliche Sektor. Im Jahr 1982 wurde beschlossen, einen Abschnitt zwischen M1 und M5 zu bauen. Das Dokument des Nationalen Entwicklungsplans für das ungarische Straßennetz von 1985 hat diese Strecke bestätigt.
Als die inneren Bereiche Budapests immer mehr befahren wurden, musste der M0-Ring vier Hauptfunktionen haben: Der Ring verbindet und organisiert die radialen Autobahnen, entlastet dicht besiedelte Gegenden der Hauptstadt vom Durchgangsverkehr, Verkehrserfassung, führt eine verteilende Rolle und hilft, miteinander den Verkehr der Hauptstadt, der Vorstädte und Pendlerstädte zu organisieren. Die Arbeiten begannen im Jahr 1987, und Ende 1990 wurde der erste große Abschnitt, der die Hauptstraße 6 mit der Autobahn M5 verbindet. Die verkehrstechnische Bedeutung der neuen Route wurde hauptsächlich von den Donaubrücken südlich von Csepel bestimmt. 1994 wurde der südliche Sektor entlang seiner gesamten Länge fertiggestellt, und der 29,5 Kilometer lange Abschnitt kreuzt jetzt drei Autobahnen (M1, M6, M7, M5). Im ersten Schritt wurde der ursprünglich entworfene zweispurige Plan aus Spargründen gekürzt. Als Folge der bescheideneren technischen Lösung wurde die Straße aufgrund der häufigen tödlichen Unfälle oft als „Heiligtum des Todes“ bezeichnet. Zur Zeit des Baus wollte man den Ostabschnitt weiter in der Nähe des Flughafens Liszt Ferenc (damals Ferihegy Airport) nehmen. Aus diesem Grund wurde die Autobahn M51 (die früher das östliche Ende des südlichen Abschnitts war) weiter nördlich mit der Autobahn M5 verbunden.
Zwischen den Richtungsfahrbahnen wurden Betonelemente platziert, um Frontalkollisionen im stark befahrenen südlichen Sektor zu vermeiden. Im Jahr 2005 wurde der Abschnitt zwischen der Autobahn M5 und der Autobahn M4 fertiggestellt, und am 16. September 2008 erreichte er die Autobahn M3 und die Hauptstraße Nr. 1 und vervollständigte damit den östlichen und nördlichen Sektor. Im Jahr 2008 wurde der Abschnitt zwischen der Autobahn M4 und der Autobahn M3, sowie der zwischen der Hauptstraße 2 und der Hauptstraße 11. Letzteres umfasst die 1862 m lange Megyeri-Brücke. Am 22. Juli 2012 wurde der Ausbau der Strecke zwischen dem Autobahndreieck mit der M6 und der M7 eröffnet. Am 30. Juni 2013 wurde der 11 km lange Ausbau der Strecke zwischen dem Autobahndreieck mit der M6 und der Hauptstraße 51 eröffnet. Am 16. April 2010 begannen die Ausbauarbeiten an der Strecke zwischen Törökbálint und Biatorbágy. Dieses Ziel bestand darin, die Autobahn auf ein höheres Sicherheitsniveau zu bringen, so dass dieser Abschnitt zu einer 6-streifigen Autobahn wurde, die bis zum 22. Juli 2015 fertiggestellt wurde. Während dieser Zeit, am 31. August 2013, wurde der 6,3 km lange Abschnitt zur neuen Autobahn M51 (zwischen der Hauptstraße 51 und der Autobahn M5) übertragen.

## Gebührenpflichtige Strecken auf der M0
Seit 1. Januar 2015 sind Teile der M0 für den PKW-Verkehr mautpflichtig. Zu den mautpflichtigen Strecken zählen die Abschnitte im Südwesten Budapests vom Kreuz mit der M5 (30 km) bis zum Kreuz mit der M4 (42 km) und vom Kreuz mit der M3 (69 km) bis zur Ausfahrt Újpest (75 km).
Damit widerspricht die eingeführte Mauterhebung eigentlich dem Ziel, Verkehr aus den Innenstädten herauszuhalten.